# Hot Dog (sång)

Hot Dog är en låt av Led Zeppelin på albumet In Through the Out Door från 1979. Låten är skriven av Robert Plant och Jimmy Page. Det är den enda låten på skivan som har Page/Plant som låtskrivare.
Låten spelades live av gruppen i Knebworth och på Europaturnén 1980.